# Venustiano Carranza

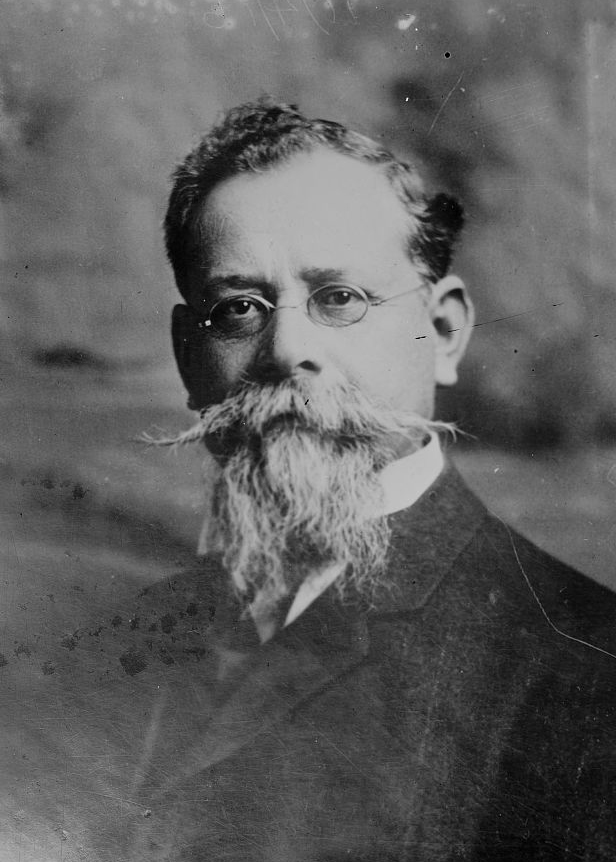
Venustiano Carranza

Venustiano Carranza (* 29. Dezember 1859 in Cuatro Ciénegas, Coahuila; † 21. Mai 1920 in Tlaxcalantongo, Puebla) war ein mexikanischer Revolutionär, Politiker und von 1914 bis 1920 Staatspräsident von Mexiko.

## Leben
Im Jahre 1908 schloss sich Carranza Francisco Ignacio Madero an, um Porfirio Díaz zu stürzen. Madero, der im Zuge der Mexikanischen Revolution Präsident geworden war, ernannte Venustiano Carranza 1911 zum Gouverneur seines Heimatstaates. Als Madero 1913 einem Militärputsch zum Opfer gefallen war, aus dem der Oberkommandierende der Armee, Victoriano Huerta, als neuer und de facto diktatorisch regierender Machthaber hervorging, stellte sich ihm eine Koalition nahezu aller revolutionären Kräfte entgegen. Als deren politischer Anführer trat nun Carranza als Gouverneur von Coahuila hervor. Seinen Führungsanspruch leitete er von der Tatsache her, dass er innerhalb der Anti-Huerta-Opposition als gewählter Gouverneur der höchste Repräsentant der verfassungsmäßigen Ordnung war.
Carranza ließ den Putsch des Usurpators Huerta durch das Parlament „seines“ Bundesstaates verurteilen und rief sich im „Plan von Guadalupe“ vom 26. März 1913 zum primer jefe der „konstitutionalistischen“, d. h. der treu zur Verfassung stehenden Streitkräfte, aus. Gleichzeitig wurde in diesem Manifest an die Nation Huerta das Recht auf die Präsidentschaft aberkannt. Militärisch aber musste Carranza in Coahuila schon bald der Übermacht der Bundesarmee weichen. Dennoch gelang es ihm in den folgenden Monaten seine Autorität als oberster Chef der Anti-Huerta-Bewegung zu festigen.
Die von Anfang an politisch sehr heterogen geschichtete Anti-Huerta-Koalition zerbrach jedoch nach dessen Sturz im Juli 1914 sofort wieder. Die divergierenden Vorstellungen Carranzas, der nach dem Sieg über Huerta die „Exekutivgewalt“ in Mexiko für sich beanspruchte, Emiliano Zapatas und Francisco Villas, die sich zwar beide als Vertreter der Interessen der ländlichen Unterschichten verstanden, obgleich nur Zapata wirklich eine umfassende Agrar- und Landreform für seine Klientel anstrebte, während Villas gesamtes politisches Programm eher vage blieb, ließen sich letztlich nicht vereinbaren. Nachdem Villa sich geweigert hatte, an dem von Carranza für Anfang Oktober 1914 einberufenen Konvent der Gouverneure und Generäle in Mexiko-Stadt teilzunehmen und auch die Verhandlungen über den Eintritt der Zapatisten ins Lager Carranzas gescheitert waren, war ein Waffengang zwischen Villa und Zapata auf der einen und Carranza auf der anderen Seite voraussehbar.
Zur Überraschung Carranzas war der von ihm einberufene Konvent jedoch nicht bereit, ihm die verlangte alleinige „Exekutivgewalt“ zuzugestehen. Er vertagte sich, um seine Sitzungen in Aguascalientes wieder aufzunehmen. Dort wandte sich der Konvent nun vollends gegen Carranza, bestätigte Villa in seiner Stellung als Befehlshaber der von ihm kommandierten Revolutionsarmee und ernannte einen provisorischen Präsidenten. Carranza erklärte nun seinerseits die Abmachungen des Konvents für ungültig und gab bekannt, dass er weiterhin als oberstes Exekutivorgan Mexikos fungieren werde. Im nun beginnenden erneuten Bürgerkrieg, diesmal ausgetragen zwischen „Konventionisten“ und „Konstitutionalisten“, wandte sich Carranza zunächst gegen Villa, den stärksten seiner Gegner und konnte ihn mit Hilfe Álvaro Obregóns, eines Ranchers, der sich seine beträchtlichen militärischen Fähigkeiten autodidaktisch angeeignet hatte, in einer Serie blutiger Schlachten, unter anderem bei Celaya und León, besiegen und als Konkurrenten um die Macht im Staat ausschalten. 1917 wurde Carranza offiziell zum Präsidenten gewählt. Auf seine Anweisung hin wurde 1919 auch Zapata in einen Hinterhalt gelockt und ermordet.
Während Carranzas Amtszeit gab es eine Reihe von Konflikten mit ausländischen Investoren, allen voran solchen aus den Vereinigten Staaten, deren landwirtschaftlicher Besitz in Mexiko beschränkt und deren Ölquellen verstaatlicht werden sollten. Carranza erfüllte seine gegebenen Reformversprechungen letztlich nicht. 1920 scheiterte Carranzas Plan, einen ihm genehmen Kandidaten für die Präsidentschaftswahl aufzustellen. Es kam zu einer Verschwörung (dem „Plan von Agua Prieta“) mehrerer Obersten und Generäle im Norden des Landes unter der Führung von Álvaro Obregón, der selbst kandidieren wollte. Carranza musste mit seinem Kabinett aus Mexiko-Stadt fliehen, wurde aber am Morgen des 21. Mai 1920 auf der Flucht in Tlaxcalantongo im Bundesstaat Puebla von den Truppen Rodolfo Herreros getötet. Er wurde auf dem Friedhof „Panteón Civil de Dolores“ in Mexiko-Stadt beerdigt und im Jahre 1942 wurden seine Überreste an das Monument der Revolution übertragen.

## Familie
Venustino Carranza hatte sieben Kinder aus zwei Ehen und stammte selbst aus einer sehr kinderreichen Familie. Er hatte nicht weniger als 14 Geschwister. Sein Bruder Jesús (1863–1915) nahm im Rang eines Generals an der Mexikanischen Revolution teil. Einer seiner Neffen, Sebastián, war Oberst der revolutionären Streitkräfte.

## Trivia
Einer von 16 Bezirken (delegaciones) der mexikanischen Hauptstadt Mexiko-Stadt ist nach ihm benannt.